# Sapuyes
Sapuyes – miasto w Kolumbii, w departamencie Nariño.